# Stowa
Stowa est une entreprise horlogère allemande fondée en 1927 par Walter Storz et basée à Engelsbrand. Stowa est la propriété de Jörg Schauer depuis 1996.

## Histoire
En 1927, Walter Storz fonde Stowa. Il s'établit dans la manufacture de son père à Hornberg en Allemagne. Il baptise l'entreprise à partir de son nom : Walter Storz : STO pour Storz et WA pour Walter.
En 1935 il loue des locaux à Pforzheim où il établit sa fabrique. En 1938 la marque est devenue suffisamment florissante pour qu'il construise ses propres locaux, toujours à Pforzheim.
En 1939 commence à produire la « Beobachtungsuhr » ou « B-Uhr » qui a été utilisée par la Luftwaffe. Cinq compagnies ont été choisies par le gouvernement allemand pour produire la « B-Uhr » : A. Lange & Söhne, Laco, Wempe, International Watch Company et STOWA.
Stowa continue de produire une montre en hommage à la « B-Uhr », la « Airman ».
Le 23 février 1945, l'usine Stowa est détruite par un bombardement allié. Pendant que la fabrique est reconstruite, Walter Storz déplace la production à Rheinfelden afin de garantir la continuité de la production.
En 1951, Stowa construit une autre usine à Rheinfelden. Les deux usines restent ouvertes afin d'accroître la production de montres. Dans les années 1950, les montres Stowa sont distribuées dans près de 80 pays et plus de 50 % de la production est exportée.
En 1960 Warner le fils de Walter Storz rejoint l'entreprise et se concentre principalement sur le marché étranger. Walter Storz décède en 1974 et Werner Storz dirige l'entreprise jusqu'en 1996, Jörg Schauer achète alors l'entreprise. Werner Storz décède en 1998.

## Gamme actuelle

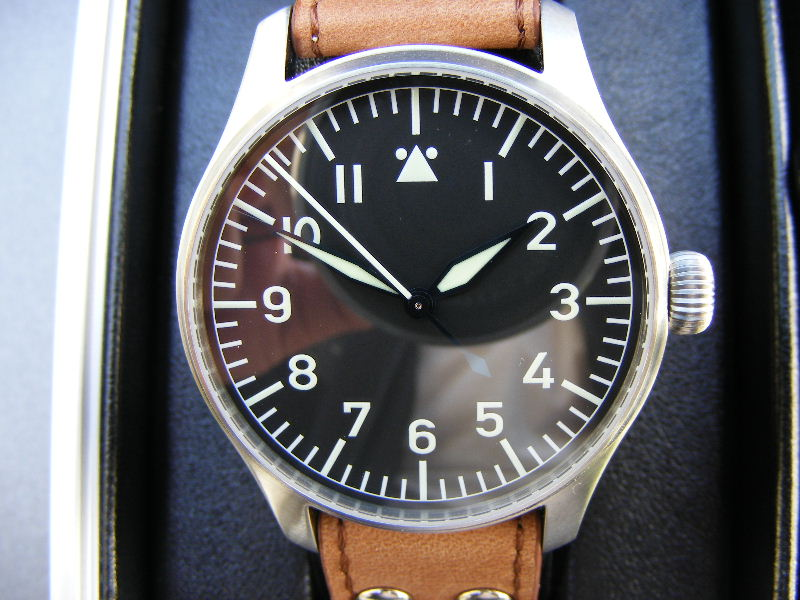
Stowa Airman

Stowa possède actuellement une gamme de 5 modèles :
- Antea – Une reprise d'une STOWA créée dans les années 1930
- Airman (Flieger) – Un hommage à la B-Uhr[1]
- Marine – Une montre basée sur les chronomètres utilisés dans la navigation
- Prodiver – Une montre de plongée étanche à 1 000 m
- Seatime – Une montre de sport étanche à 300 m

## Les mouvements
Les montres Stowa utilisent des mouvements ETA dans des versions souvent améliorées (version ETA 2824.2 Top avec possibilité d'ajouter un rotor siglé Stowa fabriqué artisanalement), et dans le cas de la Airman Original des modifications mécaniques.
Jörg Schauer est propriétaire de Durowe (Deutsche Uhrenrohwerke) mais actuellement il n'est pas du tout prévu que Stowa équipe ses montres  de mouvements Durowe.

## Distribution
Depuis 2001/02, Stowa vend ses montres directement à ses clients, soit via leur site web, soit à leur usine d'Engelsbrand. Cela leur permet de pratiquer des prix plus bas qu'avec un traditionnel réseau de distribution.